# Вайкский район
Вайкский район — административно-территориальная единица в составе Армянской ССР и Армении, существовавшая в 1931—1995 годах (название до 1990 года — Азизбековский район). Центр — Вайк (название с 1966 по 1990гг — Азизбеков).

## История
Азизбековский район был образован в 1931 году как Пашалуйский район. 
В 1956 году центр района был перенесён из села Микоян в село Сойлан, преобразованное при этом в пгт Азизбеков.
В 1990 году Азизбековский район был переименован в Вайкский район. Упразднён в 1995 году при переходе Армении на новое административно-территориальное деление.

## География
На 1 января 1948 года территория района составляла 1200 км².

## Административное деление
По состоянию на 1948 год район включал 17 сельсоветов: Азатекский, Азизбековский, Барцунинский, Гергерский, Гндевазский, Гомурский, Горадисский, Джулский, Зейтинский, Зиракский, Кармрашенский, Кечутский, Кочбекский, Мартиросский, Серсский, Терпский, Хндзорутский.